# Activision Blizzard
Activision Blizzard, Inc. és una corporació empresarial estatunidenca de videojocs amb seu a Santa Monica, Califòrnia. Actualment la conformen cinc unitats de negoci: Activision Publishing, Blizzard Entertainment, King, Major League Gaming i Activision Blizzard Studios. Des de l'octubre del 2023 Activision Blizzard és una empresa subsidiària de Microsoft Gaming juntament amb Xbox Game Studios i ZeniMax Media. Microsoft va anunciar la intenció d'adquirir la corporació el 18 de gener de 2022 per un valor de 68.700 milions de dòlars; la seva compra va convertir Microsoft en una de les empreses de videojocs més grans del món.
Activision Blizzard fou fundada el juliol de 2008 com a resultat de la fusió entre Activision, Inc. i Vivendi Games. La companyia també opera i és propietària de diversos estudis subsidiaris, que depenen d'Activison Publishing, com ara Treyarch, Infinity Ward, High Moon Studios i Toys for Bob. Entre els principals títols que són propietat d'Activision Blizzard es troben Call of Duty, Crash Bandicoot, Guitar Hero, Tony Hawk's, Spyro, Skylanders, World of Warcraft, StarCraft, Diablo, Hearthstone, Heroes of the Storm, Overwatch i Candy Crush Saga.
Des de Blizzard Entertainment, la corporació també ha invertit en diverses iniciatives d'eSports relacionades amb els seus jocs; especialment amb aquelles relacionades amb Overwatch i Call of Duty. Els títols d'Activision Blizzard han batut diversos rècords de llançament i quan es va crear l'empresa, el juliol de 2008, es va anunciar com "el major i més rendible distribuïdor de videojocs del món". El març de 2018, era la companyia de videojocs més gran d'Amèrica i Europa en termes d'ingressos i capitalització de mercat.
La corporació ha estat involucrada en múltiples i notables polèmiques, incloses denúncies de patents infringides i drets d'autor no abonats. A finals de juliol de 2021, l'empresa va ser demandada per una agència del govern de Califòrnia per denúncies d'assetjament sexual i discriminació laboral envers els seus treballadors. La demanda va desencadenar una investigació de la Comissió de Borsa i Valors dels Estats Units d'Amèrica, múltiples baixes laborals, la renúncia o acomiadament de nombrosos empleats, la pèrdua de diversos patrocinadors i l'aparició de centenars de noves denúncies per assetjament laboral.

## Història

### Antecedents i formació (2007-2008)
L'empresa original d'Activision es va fundar el 1979, com a desenvolupador extern de jocs per l'Atari Video Computer System. El 1988, la companyia va expandir la seva activitat cap a programari no jugable i va rebatejar-se amb el nom de Mediagenic. No obstant això, aquest canvi no va tenir èxit i va suposar grans pèrdues econòmiques. El 1991 un grup d'inversors liderats per Bobby Kotick va comprar l'empresa. Kotikc va promoure una gran reestructuració, amb l'objectiu de reduir el deute de l'empresa, recuperant-ne el nom original, Activision, i traslladant-la a Santa Monica, Califòrnia. Cap al 1997, la companyia ja tornava a ser rendible. Al llarg de la següent dècada, Kotick va ampliar els productes d'Activision mitjançant l'adquisició de diversos estudis. Gràcies a això, Activision va publicar diverses exitoses sagues de videojoc com Tony Hawk's, Call of Duty i Guitar Hero.
Cap a l'any 2006, Activision va començar a patir una progressiva desacceleració en les vendes dels seus títols més emblemàtics i afrontar una competència més dura per part d'empreses com Electronic Arts. Aleshores, la popularitat dels videojocs multijugador massius en línia (MMO) començava a créixer i cap de les filials d'Activision tenia un MMO ni la capacitat de desenvolupar-ne un ràpidament. Va ser llavors quan Kotick va contactar amb Jean-Bernard Lévy, director general del conglomerat de mitjans francès Vivendi. Kotick volia accedir al World of Warcraft, un MMO de gran èxit desenvolupat per Blizzard Entertainment, una de les empreses que formaven part, juntament amb Sierra Entertainment, de Vivendi Games, la divisió de videojocs de Vivendi.
La intenció de Kotick era negociar la compra del World of Warcraft, però Lévy va oferir la possibilitat de fusionar Vivendi Games amb Activision, amb la condició que Vivendi mantingués el control majoritari de l'empresa fusionada. Tot i que l'operació suposava cedir el control d'Activision a Vivendi, el director general de Blizzard, Mike Morhaime, va aconseguir convèncer a Kotick que la unió els ajudaria a penetrar al puixant mercat dels videojocs a la Xina.
Finalment, la junta d'Activision va acceptar la fusió el mes de desembre de 2007. L'empresa resultant s'anomenaria Activision Blizzard i conservaria la seu central a Califòrnia. Bobby Kotick en seria el nou president i cap executiu, mentre que René Penisson, de Vivendi, seria nomenat director. La Comissió Europea va donar llum verda a la fusió l'abril de 2008, després de comprovar que no hi havia cap problema antimonopoli, d'acord amb la legislació europea. El 8 de juliol de 2008 Activision va anunciar la fusió i l'acord es va tancar l'endemà per un import estimat de 18.800 milions de dòlars.
D'aquesta manera, Vivendi es va convertir en l'accionista majoritari de la companyia amb el 54% de les accions en circulació. La resta d'accions estaven en mans d'inversors institucionals i privats, i restaven obertes a la cotització a la borsa NASDAQ, primer com a NASDAQ: ATVID
i, posteriorment, com a NASDAQ: ATVI
. Un cop completada la fusió i iniciada la cotització a borsa, Jean-Bernard Lévy va substituir a René Penisson com a director d'Activision Blizzard. Tot i que Blizzard Entertainment va mantenir la seva autonomia i lideratge corporatiu en la fusió, altres divisions de Vivendi Games com Sierra van deixar d'operar. De fet, alguns dels seus darrers projectes, com Ghostbusters: The Video Game, Brütal. Legend o The Chronicles of Riddick: Assault on Dark Athena, van acabar sent publicats per altres estudis. No obstant això, algunes de les sèries de Sierra com Crash Bandicoot, Spyro i Prototype es van conservar i ara són publicats per Activision.

### Nous títols i rècords de vendes (2009 - 2012)
A principis de 2010, la companyia independent Bungie Studios va signar un acord de publicació amb Activision Blizzard per un període de 10 anys. A finals d'any, Activision Blizzard era considerat l'editor de videojocs més gran del món.
El llançament de Call of Duty: Modern Warfare 3 el 2011 va recaptar 400 milions de dòlars en 24 hores només als EUA i al Regne Unit, batent tots els rècords de llançament dins del món de l'entreteniment. Gràcies a aquest títol, la saga Call of Duty va batre, per tercer any consecutiu, el rècord del llançament més gran del món: el 2010, Call of Duty: Black Ops havia recaptat 360 milions de dòlars en un sol dia i el 2009, Call of Duty: Modern Warfare 2 va reunir 310 milions el seu primer dia. Igualment, l'any 2015, el llançament de Call of Duty: Black Ops III assoliria la posició del millor llançament d'entreteniment de l'any reunint 550 milions de dòlars en el seu primer cap de setmana de vendes.
Aquell mateix any 2011, Activision Blizzard va estrenar la franquícia d'Skylanders. El primer títol de la saga, Skylanders: Spyro's Adventure va rebre dues nominacions als premis de l'associació Toy Industry. La majoria dels jocs de la saga han estat desenvolupats per a consoles i PC i molts també han estat llençats per a mòbils.

### Separació de Vivendi i creixement (2013 - 2014)

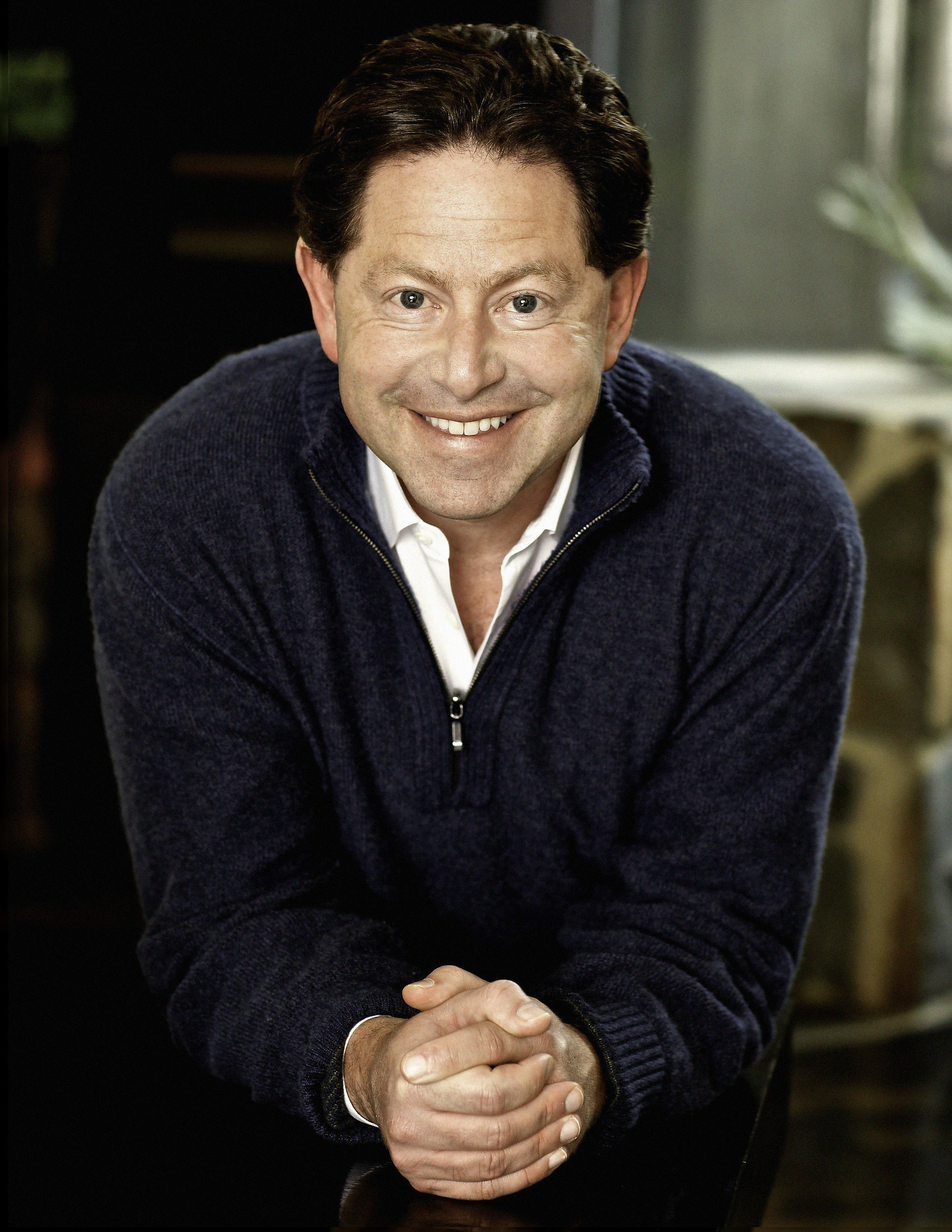
Bobby Kotick (en una imatge del 2012) va exercir de CEO d'Activision Blizzard entre el 2008 i el 2023.

El 25 de juliol de 2013, Activision Blizzard va anunciar que tornaria a ser independent després de comprar la majoria de les accions que la lligaven a Vivendi. Després d'adquirir 429 milions d'accions, pel valor de 5.830 milions de dòlars, Vivendi va deixar de ser l'empresa matriu de la corporació. Bobby Kotick i Brian Kelly van mantenir una participació del 24,4% del valor general de la companyia. A més a més, Kotick va romandre com a president de la corporació mentre que Kelly va assumir el càrrec de director. La recompra es va completar el 12 d'octubre de 2013, després de l'aprovació del Tribunal Suprem de Delaware. Vivendi Games va vendre la meitat de la seva participació restant el 22 de maig de 2014, reduint la seva propietat al 5,8% i, finalment, va sortir completament de l'empresa dos anys més tard.
El 5 de novembre de 2013, Actvision Blizzard va llançar Call of Duty: Ghosts, que va facturar 1.000 milions de dòlars en el seu primer dia. L'any següent, el 9 de setembre del 2014, la companyia va estrenar Destiny, un nou títol que va guanyar més de 500 milions de dòlars el seu primer dia de llançament, establint un nou rècord en l'estrena d'una nova franquícia de jocs. Aquell mateix any 2014, Activision Blizzard va assolir la cinquena posició com a empresa de videojocs més gran en ingressos globals, amb uns actius totals de 14.746 milions de dòlars americans i un capital total estimat de 7.513 milions de dòlars.

### Èxits borsaris i noves divisions (2015-2021)
Activision Blizzard es va unir a l'índex de valors S&P 500 el 28 d'agost de 2015, convertint-se en una de les dues úniques empreses de la llista relacionades amb els videojocs, juntament amb Electronic Arts. El setembre d'aquell mateix any, la companyia va llançar un nou títol de la franquícia Skylanders i, juntament amb Bungie, va publicar Destiny: The Taken King, la continuació de la saga Destiny. Dos dies després del seu llançament, Sony va anunciar que el joc havia batut el rècord del títol més descarregat en el seu primer dia en tota la història de PlayStation, tant pel que fa al total de jugadors com al màxim de concurrència en línia.
El novembre del 2015, Activision Blizzard va adquirir l'empresa de videojocs King, mundialment famosa la creació de Candy Crush Saga, per 5.900 milions de dòlars. El mateix mes, la corporació va anunciar la formació d'Activision Blizzard Studios, una branca de l'empresa dedicada a la producció cinematogràfica amb l'objectiu de crear pel·lícules i sèries de televisió basades en les seves franquícies de videojocs. Aquesta nova divisió empresarial estava encapçalada per la productora Stacey Sher i l'antic executiu de The Walt Disney Company Nick van Dyk.
El juny de 2017, Activision Blizzard va entrar a la llista Fortune 500 convertint-se en la tercera empresa de videojocs de la història en formar-ne part, després d'Atari i Electronic Arts.

## Jocs

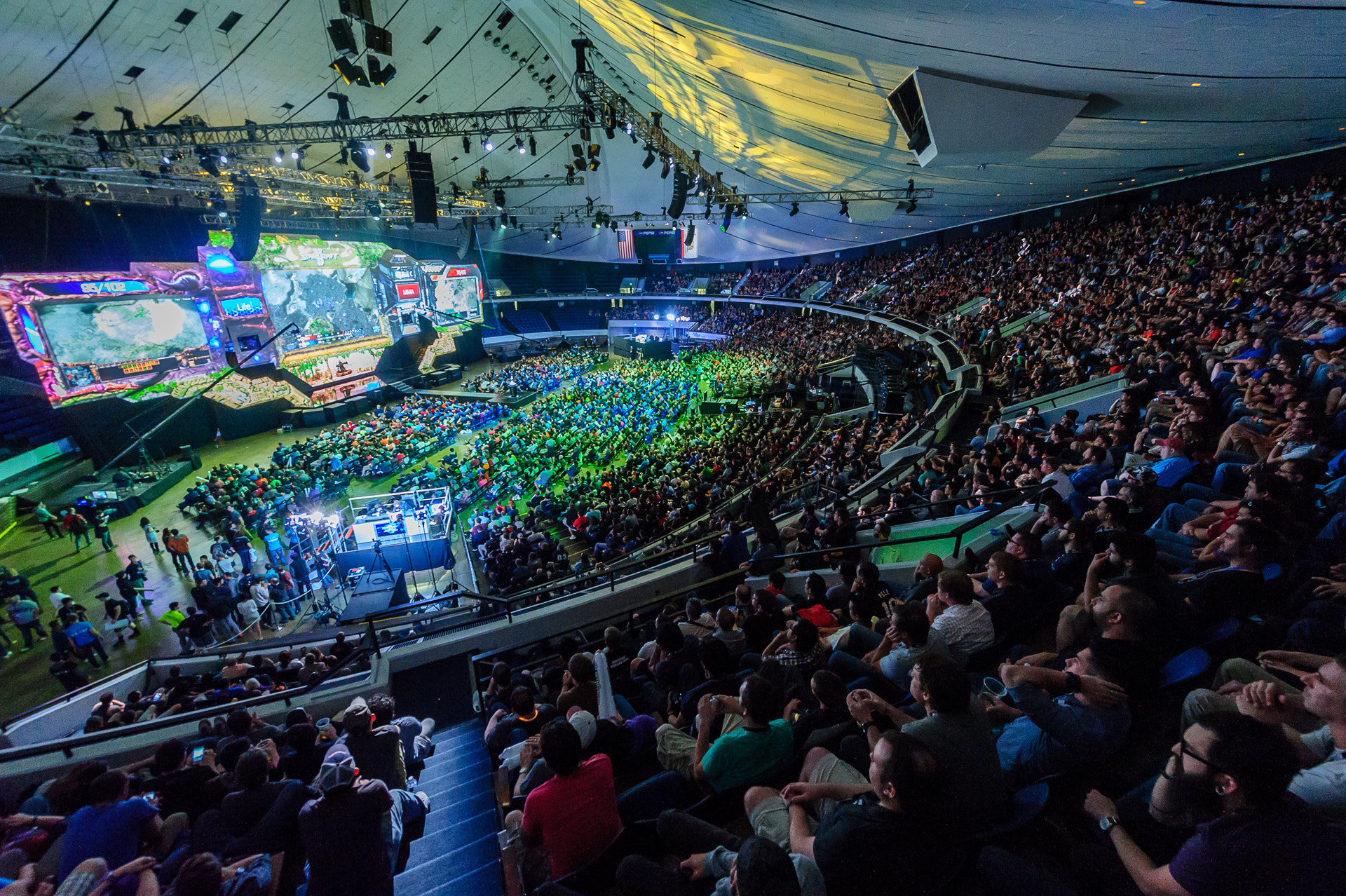
StarCraft 2 Stage BlizzCon 2014

Les finals globals WCS 2014 va ser l'esdeveniment final del StarCraft II World Championship Series 2014. Setze jugadors van competir, qualificant a través de l'obtenció de punts al llarg de la WCS 2014 a cada estació regional de WCS i una multitud d'esdeveniments no WCS. Es va jugar una ronda de 16 l'1 de novembre de 2014, en l'estudi d'ESL a Burbank, CA. ronda de 8 i després es reproduïren a Anaheim, Califòrnia, a la Blizzcon el 7 i 8 de novembre de 2014.